# Amsterdamsche Football Club Ajax 1991-1992
Questa voce raccoglie le informazioni riguardanti l'Amsterdamsche Football Club Ajax nelle competizioni ufficiali della stagione 1991-1992.

## Stagione

Il fantasista Dennis Bergkamp, migliore marcatore stagionale dei Lancieri, accerchiato dai rivali del nella vittoriosa semifinale di Coppa UEFA a Marassi.

La stagione inizia con Leo Beenhakker in panchina, al quale presto subentra il suo vice, Louis van Gaal.
L'Ajax torna a disputare le competizioni europee dopo la squalifica patita nella scorsa stagione, e il cammino nella Coppa UEFA è trionfale: vengono eliminate in successione Örebro, Rot-Weiß Erfurt e Osasuna con sei vittorie in altrettante partite ed un solo gol subito. Il primo pareggio arriva nei quarti contro il Gent, poi è il turno del Genoa in semifinale (vittoria a Genova per 3-2, poi 1-1 ad Amsterdam), prima di giungere alla doppia finale. Questa si gioca contro il Torino: l'andata nella città piemontese finisce 2-2, e in questo modo lo 0-0 all'Olympisch Stadion è sufficiente agli olandesi per conquistare la coppa grazie alla regola dei gol in trasferta. Con questo successo l'Ajax diventa la seconda squadra europea dopo la Juventus ad essersi aggiudicata tutti e tre i maggiori tornei europei di calcio per club.
La stagione si chiude con un altro secondo posto in campionato, sempre alle spalle del PSV, e Dennis Bergkamp è ancora capocannoniere. La squadra di Eindhoven però viene eliminata dai Lancieri negli ottavi della KNVB beker ai tempi supplementari; il cammino nella manifestazione si interrompe però ai quarti, dopo l'incontro col Feyenoord poi vincitore.

## Organigramma societario
Area direttiva
- Presidente:  Michael van Praag
- Direttore finanziario:  Arie van Os

Area tecnica
- Allenatore:  Leo Beenhakker (fino al 28 settembre 1992), poi  Louis van Gaal
- Allenatore in seconda:  Bobby Haarms
- Preparatore dei portieri:  Frans Hoek
- Responsabile atletico:  László Jámbor
- Preparatore atletico:  René Wormhoudt
- Fisioterapista:  Pim van Dord

## Rosa
| N. |                        | Ruolo | Calciatore         |
| -- | ---------------------- | ----- | ------------------ |
| 1  | Paesi Bassi (bandiera) | P     | Stanley Menzo      |
|    | Paesi Bassi (bandiera) | P     | Dennis van de Poll |
|    | Paesi Bassi (bandiera) | P     | Edwin van der Sar  |
| 3  | Paesi Bassi (bandiera) | D     | Danny Blind        |
| 5  | Paesi Bassi (bandiera) | D     | Frank de Boer      |
|    | Paesi Bassi (bandiera) | D     | Michel Kreek       |
|    | Paesi Bassi (bandiera) | D     | Michael Reiziger   |
| 2  | Paesi Bassi (bandiera) | D     | Sonny Silooy       |
|    | Paesi Bassi (bandiera) | D     | Guus Uhlenbeek     |
|    | Paesi Bassi (bandiera) | D     | Dick van Burik     |
|    | Paesi Bassi (bandiera) | C     | Rob Alflen         |
|    | Paesi Bassi (bandiera) | C     | Edgar Davids       |

| N. |                        | Ruolo | Calciatore         |
| -- | ---------------------- | ----- | ------------------ |
|    | Paesi Bassi (bandiera) | C     | Alfons Groenendijk |
|    | Danimarca (bandiera)   | C     | Johnny Hansen      |
| 4  | Paesi Bassi (bandiera) | C     | Wim Jonk           |
|    | Danimarca (bandiera)   | C     | Dan Petersen       |
| 6  | Paesi Bassi (bandiera) | C     | Marciano Vink      |
| 8  | Paesi Bassi (bandiera) | C     | Aron Winter        |
| 10 | Paesi Bassi (bandiera) | A     | Dennis Bergkamp    |
| 9  | Svezia (bandiera)      | A     | Stefan Pettersson  |
| 7  | Paesi Bassi (bandiera) | A     | Bryan Roy          |
| 11 | Paesi Bassi (bandiera) | A     | John van 't Schip  |
|    | Paesi Bassi (bandiera) | A     | John van Loen      |
|    | Paesi Bassi (bandiera) | A     | Ron Willems        |

## Statistiche

### Statistiche di squadra
| Competizione | Punti | Totale | Totale | Totale | Totale | Totale | Totale |
| Competizione | Punti | G      | V      | N      | P      | Gf     | Gs     |
| ------------ | ----- | ------ | ------ | ------ | ------ | ------ | ------ |
| Eredivisie   | 55    | 34     | 25     | 5      | 4      | 83     | 24     |
| KNVB beker   | -     | 3      | 2      | 0      | 1      | 5      | 3      |
| Coppa UEFA   | -     | 12     | 8      | 4      | 0      | 20     | 6      |
| Totale       | -     | 49     | 35     | 9      | 5      | 108    | 33     |

### Statistiche individuali
- Capocannoniere dell'Eredivisie
  - Dennis Bergkamp (25 gol)
- Calciatore olandese dell'anno
  - Dennis Bergkamp

### Statistiche dei giocatori
| Giocatore    | PTT Telecompetitie | PTT Telecompetitie | PTT Telecompetitie | PTT Telecompetitie | KNVB Beker | KNVB Beker | KNVB Beker  | KNVB Beker | Coppa UEFA | Coppa UEFA | Coppa UEFA  | Coppa UEFA | Totale   | Totale | Totale      | Totale     |
| Giocatore    | Presenze           | Reti               | Ammonizioni        | Espulsioni         | Presenze   | Reti       | Ammonizioni | Espulsioni | Presenze   | Reti       | Ammonizioni | Espulsioni | Presenze | Reti   | Ammonizioni | Espulsioni |
| ------------ | ------------------ | ------------------ | ------------------ | ------------------ | ---------- | ---------- | ----------- | ---------- | ---------- | ---------- | ----------- | ---------- | -------- | ------ | ----------- | ---------- |
| Alflen       | 9                  | 3                  | -                  | -                  | 1          | -          | -           | -          | 6          | -          | -           | -          | 16       | 3      | -           | -          |
| Bergkamp     | 30                 | 23                 | -                  | -                  | 2          | -          | -           | -          | 11         | 6          | -           | -          | 43       | 29     | -           | -          |
| Blind        | 30                 | 2                  | -                  | -                  | 3          | 1          | -           | -          | 12         | 1          | -           | -          | 45       | 4      | -           | -          |
| F.de Boer    | 30                 | 1                  | -                  | -                  | 3          | -          | -           | -          | 12         | -          | -           | -          | 45       | 1      | -           | -          |
| van Burik    | -                  | -                  | -                  | -                  | -          | -          | -           | -          | -          | -          | -           | -          | -        | -      | -           | -          |
| Davids       | 13                 | 2                  | -                  | -                  | -          | -          | -           | -          | 3          | -          | -           | -          | 16       | 2      | -           | -          |
| Groenendijk  | 20                 | 1                  | -                  | -                  | -          | -          | -           | -          | 2          | -          | -           | -          | 22       | 1      | -           | -          |
| Hansen       | 1                  | -                  | -                  | -                  | -          | -          | -           | -          | -          | -          | -           | -          | 1        | -      | -           | -          |
| Jonk         | 26                 | 5                  | -                  | -                  | 3          | -          | -           | -          | 10         | 3          | -           | -          | 39       | 8      | -           | -          |
| Kreek        | 25                 | 2                  | -                  | -                  | 3          | -          | -           | -          | 9          | 1          | -           | -          | 37       | 3      | -           | -          |
| van Loen     | 30                 | 10                 | -                  | -                  | 2          | 1          | -           | -          | 6          | 1          | -           | -          | 38       | 12     | -           | -          |
| Menzo        | 34                 | -                  | -                  | -                  | 3          | -          | -           | -          | 12         | -          | -           | -          | 49       | -      | -           | -          |
| Petersen     | 16                 | 1                  | -                  | -                  | 2          | -          | -           | -          | 1          | -          | -           | -          | 19       | 1      | -           | -          |
| Pettersson   | 30                 | 15                 | -                  | -                  | 3          | 2          | -           | -          | 12         | 4          | -           | -          | 45       | 21     | -           | -          |
| van de Poll  | -                  | -                  | -                  | -                  | -          | -          | -           | -          | -          | -          | -           | -          | -        | -      | -           | -          |
| Reiziger     | 1                  | -                  | -                  | -                  | -          | -          | -           | -          | -          | -          | -           | -          | 1        | -      | -           | -          |
| Roy          | 22                 | 3                  | -                  | -                  | 3          | -          | -           | -          | 10         | 1          | -           | -          | 35       | 4      | -           | -          |
| van der Sar  | -                  | -                  | -                  | -                  | -          | -          | -           | -          | -          | -          | -           | -          | -        | -      | -           | -          |
| van 't Schip | 21                 | 2                  | -                  | -                  | 2          | -          | -           | -          | 11         | -          | -           | -          | 34       | 2      | -           | -          |
| Silooy       | 21                 | -                  | -                  | -                  | 3          | 1          | -           | -          | 7          | -          | -           | -          | 31       | 1      | -           | -          |
| Uhlenbeek    | -                  | -                  | -                  | -                  | -          | -          | -           | -          | -          | -          | -           | -          | -        | -      | -           | -          |
| Vink         | 26                 | 1                  | -                  | -                  | 2          | -          | -           | -          | 10         | -          | -           | -          | 38       | 1      | -           | -          |
| Willems      | 3                  | -                  | -                  | -                  | -          | -          | -           | -          | -          | -          | -           | -          | 3        | -      | -           | -          |
| Winter       | 30                 | 9                  | -                  | -                  | 1          | -          | -           | -          | 12         | 3          | -           | -          | 43       | 12     | -           | -          |
| Wouters      | 11                 | 2                  | -                  | -                  | -          | -          | -           | -          | 4          | -          | -           | -          | 15       | 2      | -           | -          |